# 卡巴纳克-塞冈维尔
卡巴纳克-塞冈维尔（法語：Cabanac-Séguenville，法語發音：[kabanak seɡɑ̃vil]）是法国上加龙省的一个市镇，属于图卢兹区。该市镇于1833年由原市镇卡巴纳克（Cabanac）和塞冈维尔（Séguenville）合并而成。

## 地理
卡巴纳克-塞冈维尔（43°47'35"N, 1°2'4"E）面积10.18 平方千米，位于法国奧克西塔尼大區上加龙省，该省份为法国西南部内陆省份，西南端与西班牙接壤，自此顺时针与上比利牛斯省、热尔省、塔恩-加龙省、塔恩省、奥德省和阿列日省接壤。
与卡巴纳克-塞冈维尔接壤的市镇（或旧市镇、城区）包括：加列斯、勒科塞、布里涅蒙、拉格罗莱圣尼古拉。

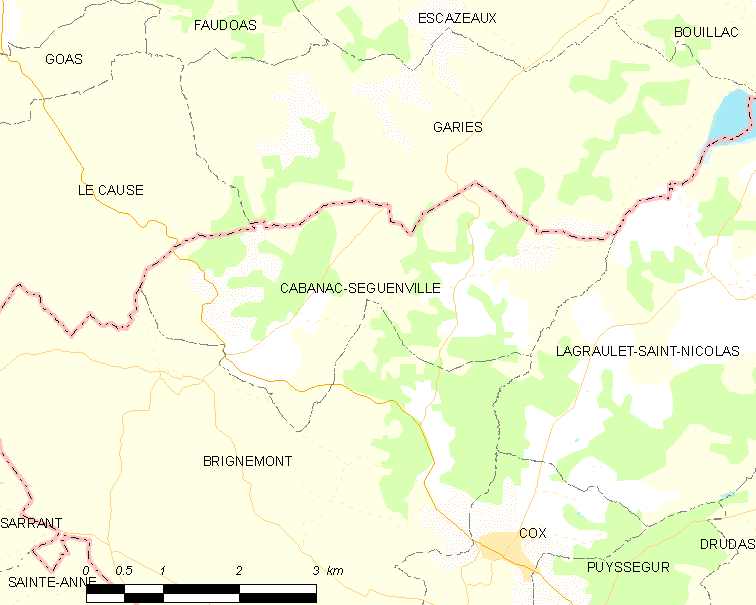
卡巴纳克-塞冈维尔的OSM定位图

卡巴纳克-塞冈维尔的时区为UTC+01:00、UTC+02:00（夏令时）。

## 行政
卡巴纳克-塞冈维尔的邮政编码为31480，INSEE市镇编码为31096。

## 政治
卡巴纳克-塞冈维尔所属的省级选区为莱格万县。

## 人口

1962-2008年间卡巴纳克-塞冈维尔人口变化图示

卡巴纳克-塞冈维尔于2022年1月1日时的人口数量为187人。